# Fredrik Högberg
Fredrik Karl Kristian Högberg, född 5 februari 1971 i Vellinge, är en svensk tonsättare och musikproducent. Han bor och är verksam i tingshuset i Nyland i Ångermanland.

## Biografi
Fredrik Högberg växte upp i Svedala och studerade 1987–1991 vid Framnäs folkhögskola i Piteå. Högberg har studerat komposition i huvudsak för professor Jan Sandström vid Musikhögskolan i Piteå.  Han har avlagt licentiatexamen (fil. lic.) i musikalisk gestaltning vid Luleå tekniska universitet. Sedan 2015 undervisar han i komposition vid Musikhögskolan i Piteå.
Högberg kombinerar rytmiska element från rock och pop med intima gester inspirerade av neo-klassicismen och romantiken. Han låter det primala möta avant-gardet, inte sällan med en varm oemotståndlig humor. Hans breda verkförteckning innehåller orkestermusik, kammarmusik och instrumentalteater.
1995 blev Högberg knuten till Gehrmans musikförlag. Sedan början av 2000-talet har Högberg arbetat med verk som innefattar multimediala inslag, som filmen Brassbones - a brass western (2001) och konserterna Ice Concerto (2012), The Accordion King (2014) samt violinkonserten Absent Illusions (2018).
Högberg har även anammat 60-talets instrumentalteater, bland annat i verken Subadobe, för trombon och The Baboon Concerto (2018), för fagott och orkester.
Högbergs skapande har skapat kontroverser, till exempel under arbetet med Ice Concerto då Högberg filmade brinnande pianon som släpptes på Ångermanälvens is. Detta föranledde en anmälan för miljöbrott av Kramfors kommun, vilken dock lades ned.  2016 skrev han musik i samarbete med singer/songwritern Nicolai Dunger) till den kritikerrosade operan Stilla min eld, som inspirerats av omständigheterna kring Eva Rausings död i Belgravia, London, 2012.
Fredrik Högberg har samarbetat nära med solister som Christian Lindberg, Anders Paulsson, Jörgen Sundeqvist, Niklas Sivelöv, Øystein Baadsvik, Ole Edvard Antonsen och Martin Fröst, vilket gett upphov till flera internationellt uppmärksammade verk.

## Priser och utmärkelser i urval

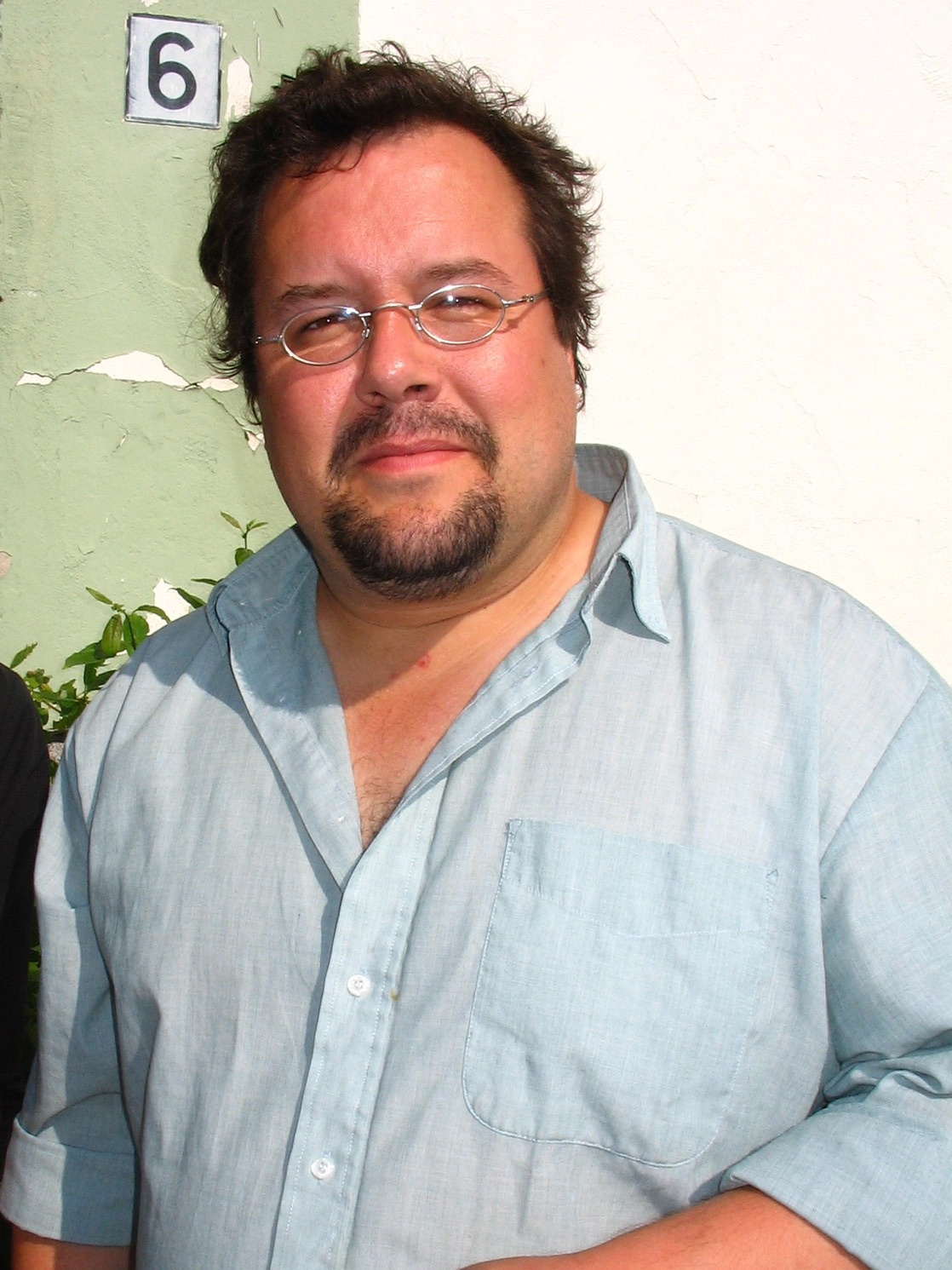
Fredrik Högberg.

- 1995 - Rosenborg-Gehrmans tonsättarstipendium
- 1996 - Luleå Kommuns kulturpris
- 1997 - Stiftelsen Skapande Människa, kulturpris
- 2001 - Västernorrlands Landstings kulturstipendium
- 2003 - Norrlandsförbundens kulturpris Olof Högbergplaketten
- 2003 - Angermannalagets kulturpris [15]
- 2007 - Sparbanksstiftelsen, Norrland, kulturstipendium
- 2007 - Kungliga Skytteanska Samfundets kulturpris till John Söderströms minne.[16]
- 2009 - Sten Broman-priset
- 2013 - Pelle Molin-priset - talet vid stenen[17]
- 2014 - Nominering till Nordiska rådets musikpris för multimediaverket Ice Concerto
- 2018 - Nominering till Svenska musikförläggarnas musikpris för multimediaverket Absent Illusions

## Verk i urval

### Soloinstrument
- Subadobe 1-4 - fyra stycken för solo trombon, 1992/94
- Subadobe 5 - solo trombon & backstage trombon, 1994
- Erotikmusik - för piano, 1995
- Cloud Balloon - för Bb-klarinett, 1996
- Flight of the Dragonfly - för flöjt, 1996
- Arbetar-Malins Vals - för dragspel, 2014
- Krom - för altflöjt, 2017

### Kammarmusik
- Danser från Helikons källor - för brasskvintett, 1995/2002
- Hubbeli-Bubbeli - brasskvintett, 1995
- John & Clint - för trombon och bastrombon, 1995
- Pulsmusikk - för valfritt Bb- eller C-instrument och trumset, 1997
- The Ballad of Kit Bones - Western-drama för trombonsextett, 1998
- The Bubble Tune - för dragspel och orgel, 1998/2003
- Kroum Song - för 6 slagverkare och deras röster, 1998
- Melancholy Tango - för brasskvintett, 2000
- Play 'em High - Westerndrama för trombonsextett och berättare, 2002 (Fredrik Högberg & Christian Lindberg)
- Déjà Vu - för klarinett, trombon, percussion, vibrafon, kontrabas och piano, 2004
- Dancing According To Me - för två dragspel, 2006
- More is More - för stråkkvartett, 2006

### Tape/multimedia
- Movements of Infinity "Akvariekonserten" -  tape & livehydrofoni, 1992 (Fredrik Högberg & Niklas Breman)
- Minds 'n Pictures - tape, film & solister, 1993
- Tiden snöar från trädet - tape, 1994
- Sensualle - filmmusik, 1995
- Plastmusikk - verk för instrument i C eller Bb, ljudspår samt slagverk (ad lib.), 1995
- Popmusikk - för valfritt Bb- eller C-instrument och CD, 1996/99
- Invisible duet - för valfritt Bb- eller C-instrument och CD, 2002/2003
- Visible Duet - för sopran, valfritt Bb- eller C-instrument och CD, 2003
- Bogo Bogo - för oboe (eller valfritt Bb- eller C-instrument) och tape, 2004
- Ice Piano (Ice Breaker) - två stycken för piano och CD, 2010

### Film
- Brassbones - a brass western, 2001 (tonsättare, medregissör)
- The adventures of Kundraan - en symfonisk saga i tre delar baserad på Christian Lindbergs liv och musik, 2017 (post production director och creative editor)

### Verk för orkester

#### Soloinstrument och orkester
- Head Concerto - för trombone och symfoniorkester, 1995
- Concerto for Soprano Saxophone and Orchestra, 1998
- Concertino for Soprano Saxophone and String orchestra, 2000
- The Return of Kit Bones - trombonkonsert no. 1, 2001
- The Poem - konsert för trumpet och orkester, 2004-05
- Trolltuba - konsert för tuba och symfonisk blåsorkester, 2005
- Rocky Island Boat Bay - konsert för tuba och orkester 2006
- Hitting the First Base - konsert för kontrabas och stråkorkester, 2008
- Konzert für zwei Posaunen - för två tromboner och kammarorkester, 2008/2012
- Silent Purpose - konsert för klarinett, stråkorkester och ljudspår, 2008
- Dancing with Silent Purpose - konsert för klarinett, stråkorkester och ljudspår, 2010
- Ice Concerto - för piano, orkester samt ljudspår, 2012
- The Accordion King - multimediakonsert för ackordeon och orkester, 2014
- Absent Illusions - multimediakonsert för violin och orkester, 2017
- Baboon Concerto - för fagott och orkester, 2018

#### Orkester
- Chords 'n Anger - för orkester, 1993
- Strings & Sadness - för stråkorkester, 1993
- Little Suite for Orchestra, 1993/94
- Music for Strings - för stråkorkester, 1998
- Tre gnostiska danser - för orkester, 1999/2000
- The Latin Kings & Orchestra, 2000 (Fredrik Högberg; text: Dogge Doggelito)

### Balettmusik
- Higgins & Mr. Wrengengengengeng - en musiksaga/balett för berättare och orkester, 1993/2005
- Subtrain Eroticism - balett för kammarorkester, 1994-95
- Subtrain Eroticism II - tape, slagverk & trombon, 1996-97
- In-Vita - tape & fyra sångare, 1997
- Excavating Ascent - tape, 1999
- Standing Waves - balettmusik för orkester, 1999
- Slice of Time - balettmusik för slagverksensemble, 2003

### Vokalmusik

#### Körmusik
- Erotica - blandad kör, 1992
- Chuang-tse och fjärilen - kammarensemble, kör & sopran, 1994
- Jag är rädd, andas på mig - kör & tape, 1995
- Barents Hymn - kör & blåsorkester, 1998
- Svenskt Mantra - kör & tape, 2002

#### Sång med kammarensemble
- Melodram - för baryton och saxofonkvartett, 2013
- Sagan om Vintern - musiksaga för kammarensemble & sångare, 1997 (libretto: Tove Alsterdal)

#### Kör och orkester
- Älvdans och himlasång - musik i gammal stil för kör, orgel och orkester, 2000

#### Opera
- Woman of Cain - en berättelse om en familj i civilisationens gryning. Opera för solister, kör och orkester, 2001/2009 (libretto: Tove Alsterdal)
- Stilla min eld - opera om Hans Kristian Rausing och Eva Rausing, 2016 (libretto: Alexander Onofri & Kerstin Gezelius)

#### Sång med orkester
- Suite from The Woman of Cain - svit ur operan The Woman of Cain (Kains kvinna) för sopran, baryton och orkester, 2008
- Fredrik Högbergs verk finns utgivna av Gehrmans musikförlag, Stockholm och Edition Tarrodi, Stockholm.